# Dicheloschema corporaali
Dicheloschema corporaali är en skalbaggsart som beskrevs av Moser 1924. Dicheloschema corporaali ingår i släktet Dicheloschema och familjen Melolonthidae. Inga underarter finns listade i Catalogue of Life.